# ヤルキスト
ヤルキスト（Yarukist）は、日本の男性3人組ミュージシャン。
メンバーはKARITON・みるきー・タカＰの3人。2014年7月結成。広島を中心に活動。2MC・1DJからなる音楽ユニット。

## 概要
2014年7月結成。広島を中心にやる気が出る応援歌ミュージシャンをテーマに活動している。広島のテレビ・ラジオにもレギュラー出演。

## メンバー
- KARITON

MC。秋田県三種町出身。2019年、結婚。
- みるきー

MC。広島県廿日市市出身。トラックメイクも担当。
- DJタカＰ

ライブを分かりやすくリードするDJ。

## 来歴
- 2014年7月 - 結成。
- 2014年 - サウンドハウス夏曲コンテスト準優勝
- 2014 - 2015年 - INDIKET音楽部門二年連続優勝
- 2015年 - KENDAMA WORLDCUP 公式応援ソング提供
- 2016年 - 広島・福山Cableにて単独ライブ開催
- 2016年8月6日 - 東京・渋谷WOMBにて「World Wide Words 2016」出演[1]
- 2017年 - 広島・HIROSHIMA BACK BEATにて単独ライブ開催
- 2017年12月8日 - みるきーの母校・広島なぎさ高校で音楽の授業を行う[2]
- 2018年 - 広島・広島セカンドクラッチにて単独ライブ開催
- 2018年 - 17live DJKOO MIXALBUM PROJECT入賞[3]
- 2018年6月26日 - MAZDA Zoom-Zoom スタジアム広島で広島東洋カープ対読売ジャイアンツ戦の国歌斉唱を担当
- 2018年12月2日 - 広島・広島YMCA国際文化ホールにて初単独ホールライブ開催
- 2019年 - 広島東洋カープ「水金地火木ドッテンラップ」がマツダスタジアムで放映（サウンドプロデュース担当みるきー）
- 2019年6月16日 - 広島・福山Cableにてワンマンライブ開催
- 2019年7月21日 - 広島・広島セカンドクラッチにてワンマンライブ開催
- 2019年7月31日 - KARITONの地元秋田・釜谷浜海水浴場にて「サンドクラフト in みたね2019」出演
- 2019年8月31日 - 東京・新木場 STUDIO COASTにて「OUR MIC FES」出演
- 2019年9月14日 - 広島・福山Cableにてワンマンライブ開催
- 2019年10月5日 - 広島・広島セカンドクラッチにてワンマンライブ開催
- 2019年12月21日 - 広島・アステールプラザ中ホールにて「ワンマンライブ〜夢のトビラ〜」開催

## 作品

### アルバム
1. ファーストバイト
  1. おくることば MV - YouTube
  2. 夏は100msec （サウンドハウス「夏曲コンテスト2014」準優勝作品）
  3. 新しい風 feat.青春やえざくら
  4. すべては
  5. レッツドリンク MV - YouTube
  6. ファーストバイト 公式動画 - YouTube
2. サンキュー（2016年4月20日）公式動画 - YouTube
  1. Yeah
  2. 目覚ましバトル
  3. Myway
  4. HAPPY BIRTHDAY track by DYES IWASAKI 公式動画 - YouTube
  5. レベルミュージック feat.佐々木リョウ
  6. サンキュー MV - YouTube
  7. みたして 公式動画 - YouTube
  8. 嘘みたいな日 feat.Tiga&KEY-K
  9. It's so good
3. A面B面（2017年）公式動画 - YouTube
  1. 夢のトビラ 公式動画 - YouTube
  2. 明日DAYDREAM MV - YouTube
  3. 始まりのゲート 公式動画 - YouTube
  4. Shooting star MV - YouTube
  5. 二人の笑顔
  6. 最愛の人 （「廿恋酒」提供曲）
  7. Making you say yummy MV - YouTube
  8. アヌビスヒヒの日々 （広島FM「ASAからZOO!アニマルポン!」提供曲）
  9. ラブリージョリー
  10. 深海へようこそ
  11. 機種変更 MV - YouTube
  12. クリスマスファンファーレ MV - YouTube
4. TRAIN（2018年1月17日）公式動画 - YouTube
  1. Train MV - YouTube
  2. 会社員Dreamer MV - YouTube
  3. さよならの流れ星 MV - YouTube
  4. パパのタッパー MV - YouTube
  5. 好きなことで、生きていこう
  6. 物欲Lovin
  7. AHのうた
  8. 俺の群青
  9. 君の好きなラブソング
  10. Clap your summer feat.ぴかりん（小竹彩花） MV - YouTube
  11. コンクリートダンス MV - YouTube
5. ヤルキの木（2019年1月23日） 公式動画 - YouTube
  1. 明日へ（テレビ新広島「ひろしま満点ママ!!」エンディングテーマソング）公式動画 - YouTube
  2. 行けよ社会人 MV - YouTube
  3. Wonderful days
  4. Just fly again(Yaruki mix) MV - YouTube
  5. I don't know why
  6. HOME MV - YouTube
  7. 三本の矢 公式動画 - YouTube
  8. Yes - Run for Glory - 公式動画 - YouTube
  9. Don't stop（KARITON solo)
  10. Kendama playball(2018 ver) 公式動画 - YouTube
  11. Sparkling Sunshine feat.Kiki tam（西日本豪雨災害復興応援ソング）MV - YouTube
  12. サンドクラフトの歌（エフエム秋田「みたねスポットR3」エンディングテーマ） MV - YouTube（KARITONの地元秋田県三種町のお祭りソング）
  13. Berry Good Time MV - YouTube
  14. 俺はミュージシャン MV - YouTube

### シングル
- Kendama playball! （2015年、けん玉ワールドカップ 廿日市2015 公式応援ソング）
- ワンダーフォーデイズ（2018年6月4日配信）
- Myday（2018年11月23日配信、KARITONソロ）
- SNOWMAN（2019年2月3日配信）MV - YouTube
- ぽんずマイラブ（2019年3月4日配信）MV - YouTube
- サクラネイロ（2019年4月16日配信）MV - YouTube

### その他
- 正月Rap（2017年1月） MV - YouTube
- 節分ラップ（2017年2月） MV - YouTube
- ビビンバにバン！（2017年2月） MV - YouTube
- つけ麺マンラップ（2017年4月） MV - YouTube
- クリスマスソングなんていらないよ（2017年12月） MV - YouTube
- 君が代Rap - Kimi ga yo rap " Sing it for the good day"-（2018年5月） MV - YouTube
- 母の日（2018年5月） MV - YouTube
- Yossha! Yoshiwa (よっしゃ吉和)（2018年、廿日市市の吉和夏まつりで披露） 公式動画 - YouTube
- 広島東洋カープ「水金地火木ドッテンラップ」（2019年、サウンドプロデュースをみるきーが担当、マツダスタジアムで放映）ヤルキストver動画 - YouTube
- ヤマモンキー「水金地火木どってんラップ」（2019年5月、広島FM「ASAからZOO！アニマルポン！」提供曲） 公式動画 - YouTube
- ヤルキスト feat.まなみのりさ「ENJOY!」（2019年4月13日の2マンライブで披露。まなみが振付を担当）公式動画 - YouTube
- KIMONO RAP SONG（EN、2019年6月）公式動画 - YouTube
- 拝啓スマホ様（2019年8月、KARITON）公式動画 - YouTube
- おもいで花火（2019年8月）公式動画 - YouTube
- YouTube「北別府学チャンネル」オープニングソング（2019年8月、ヤルキスト&Tiga with KEY-K）公式動画 - YouTube

### 参加作品
- DJ KOO『DJ KOO 17 MUSIC FACTORY』（ヤルキストの楽曲「Yes ～ Run for Glory ～」が収録。2019年1月7日配信）

## 出演

### テレビ
- テレビ新広島「ひろしま満点ママ!!」（隔週木曜に出演、9:50～11:25）[4]
  - 木曜コーナー「OKIRAKUツアーズ」隔週出演（2018年4月 - ）

### CM
- イオンモール広島府中 広島バルト11（2019年）KARITON：パパ 役
- めがひらスキー場（2019年12月）唄：ヤルキスト

### ラジオ
- 広島FM「SUNMALL LIKE ON RADIO」（2017年4月 - 、毎週月曜日18:00～18:30、共演:小竹彩花）[5]
- FMちゅーピー「朝ラジ」（石原麻有とヤルキストのヤルキューブ。隔週木曜日 9:00～）
- エフエム秋田「みたねスポットR3」（毎週火曜日17:35～17:40）

### インターネット
- 広島のツボ（from H、まなみのりさと共演、2019年）公式動画 - YouTube

### その他
- TJ Hiroshima（2019年 12月号）